# خبازة مغربية
خُبَّازة مغربية  جنبة حولية تعلو نحو ١٥٠ سم. ضروبها عديدة، ساقها منتصبة زباء اللحاء. أوراقها كبيرة القد خماسية التفصيص زغبية النصل. أزهارها كبيرة القد قطرها نحو ٦ سم. ألوانها تختلف مع ضروبها، منها الوردي والبنفسجي والأرجواني. ازهرارها يستمر من أوائل حزيران إلى تموز.